# Заземлення Boeing 737 MAX
Заземлення Boeing 737 MAX (англ. Boeing 737 MAX groundings) — обмеження які стосувались пасажирських авіалайнерів Boeing 737 MAX. Включали припиненя та будь яку експлуатацію цього типу повітряних суден у всьому світі в період з березня 2019 року по грудень 2020 року і потім знову в 2024 році. Після двох катастроф в яких загинули 346 людей менш ніж за п'ять місяців: рейс 610 Lion Air 29 жовтня 2018 та рейс 302 Ethiopian Airlines 10 березня 2019. Федеральне управління цивільної авіації (FAA) спочатку підтвердило постійну льотну придатність 737 MAX, стверджуючи, що не має достатніх доказів схожості аварій. До 13 березня FAA слідкувало за 51 зацікавленим регулюючими органами у вирішенні питання заземлення літаків. Усі 387 літаків, переданих авіакомпаніям, були приземлені до 18 березня.

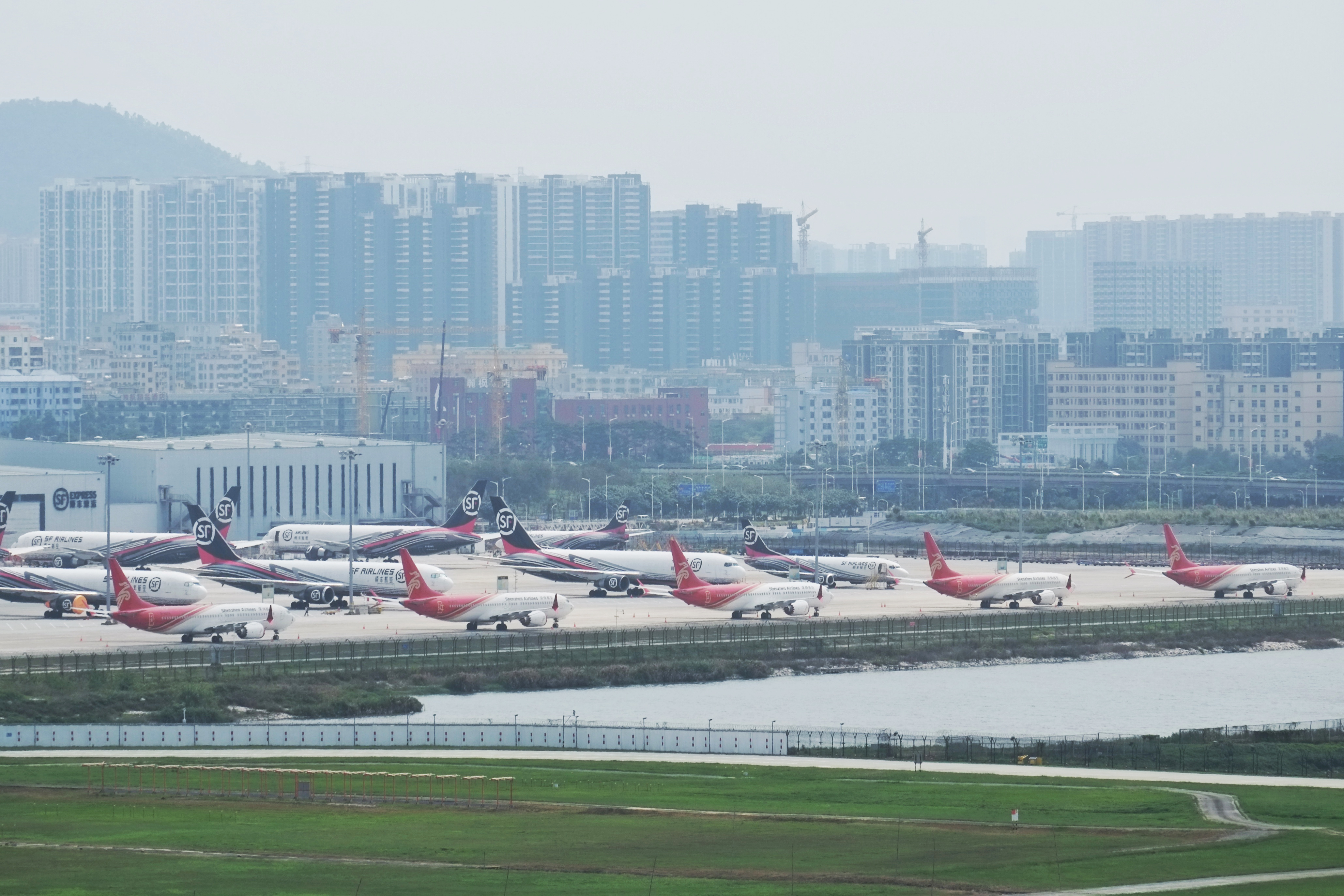
П'ять літаків Shenzhen Airlines 737 MAX 8s (на передньому плані, в червоній лівреї) заземленні в міжнародному аеропорту Шеньчжень-Баоань, березень 2019 року.

У 2016 році Федеральне авіаційне управління США (FAA) схвалило прохання Boeing видалити посилання на нову систему підвищення маневрених характеристик (MCAS) з управління польотів. У листопаді 2018 року після аварії рейсу 610 літака Lion Air, Boeing наказав пілотам вжити заходів щодо усунення несправності, через яку літак увійшов у серію автоматичних пікірувань. Boeing уникав розкривати існування системи MCAS, доки пілоти не вимагали додаткових пояснень. У грудні 2018 року FAA передбачило, що MCAS може стати причиною 15 аварій протягом 30 років. У квітні 2019 року в попередньому звіті катастрофи в Ефіопії говорилося, що екіпаж спробував виконати рекомендовану процедуру відновлення стабілізації літака, і компанія Boeing підтвердила, що в обох аваріях спрацювала система MCAS.

## Заземлення
Після катастрофи Ethiopian Airlines Китай та більшість інших органів цивільної авіації призупинили політ авіалайнера з міркувань безпеки. Інші юрисдикції, включаючи США, наслідували цей приклад, оскільки нові докази виявили схожість між обома аваріями. Згідно із заявою компанії Boeing, припинення було видано, незважаючи на публічні запевнення генерального директора Boeing Денніса Муйленбурга, що літак безпечний, і телефонну розмову з президентом Трампом, у якій він «повторив президенту нашу позицію, що літак MAX є безпечним». У відповідь на посилення внутрішнього та міжнародного тиску щодо вжиття заходів. Федеральне авіаційне управління США (FAA) призупинила польоти літака 13 березня 2019 року, скасувавши повідомлення про продовження льотної придатності, видане за два дні до цього. Близько 30 літаків MAX літали в повітряному просторі США в той час, і їм було дозволено досягти місць призначення. До 18 березня всі літаки Boeing 737 MAX (загалом 387) були припинені, що вплинуло на 8600 щотижневих рейсів 59 авіакомпаній по всьому світу. Кілька рейсів поромів здійснювалися з висунутими закрилками, щоб уникнути активації системи MCAS.

## Розслідування нещасних випадків

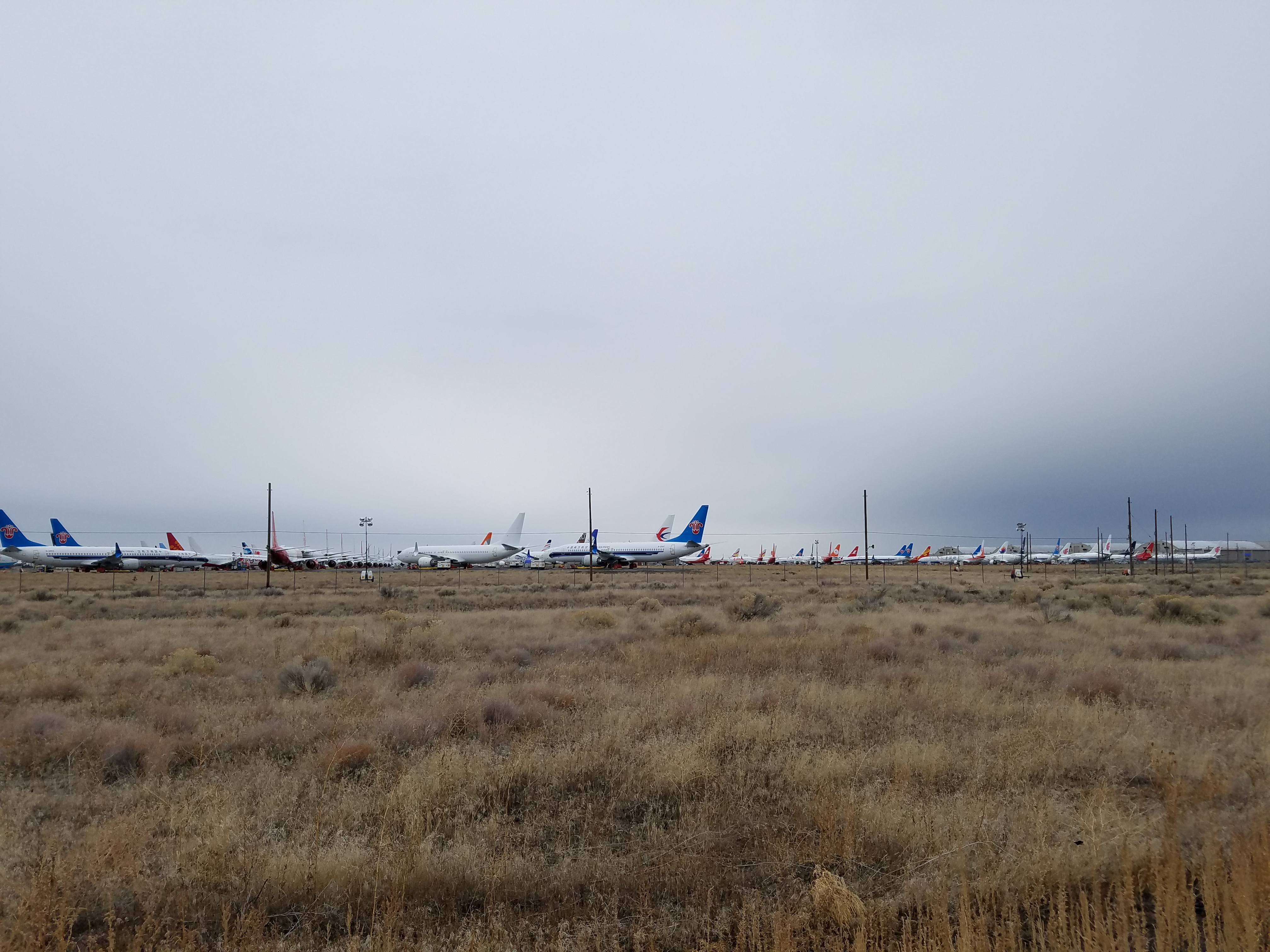
Заземлення літаків 737 MAX в міжнародному аеропорту Грант Каунті жовтень 2019.

У додатку 13 до правил ICAO «Розслідування авіаційних подій та інцидентів» визначено, які держави можуть брати участь у розслідуванні. Для двох аварій MAX це:
1. Індонезія, для рейсу 610 Lion Air як держава реєстрації, держава події та держава оператора.
2. Ефіопія, для рейсу 302 Ethiopian Airlines, як держава реєстрації, держава події та держава оператора.
3. Сполучені Штати, як держава виробника та емітента сертифіката типу.

Участь у державних або національних бюро безпеки на транспорті є NTSB для США та NTSC для Індонезії. Австралія та Сінгапур також запропонували технічну допомогу, невдовзі після аварії Lion Air, щодо відновлення даних із бортових самописців нового покоління. За винятком Ефіопії, офіційно визнані країни є членами Об’єднаного органу технічного огляду. (ЯТР).